# Taylor County (Wisconsin)
Das Taylor County ist ein County im US-amerikanischen Bundesstaat Wisconsin. Im Jahr 2020 hatte das County 19.913 Einwohner und eine Bevölkerungsdichte von 7,9 Einwohnern pro Quadratkilometer. Der Verwaltungssitz (County Seat) ist Medford.

## Geografie
Das County liegt im mittleren Nordwesten von Wisconsin und hat eine Fläche von 2550 Quadratkilometern, wovon 25 Quadratkilometer Wasserfläche sind.
Im Taylor County entspringt der Black River, ein linker Nebenfluss des Mississippi. Daneben verläuft durch das Taylor County noch die Wasserscheide zwischen den Einzugsgebieten der Mississippi-Nebenflüsse Chippewa River (Jump River, Yellow River) und Wisconsin River (Big Rib River).
An das Taylor County grenzen folgende Nachbarcountys:
| Rusk County     | Price County |                 |
| Chippewa County |              | Lincoln County  |
|                 | Clark County | Marathon County |

## Geschichte

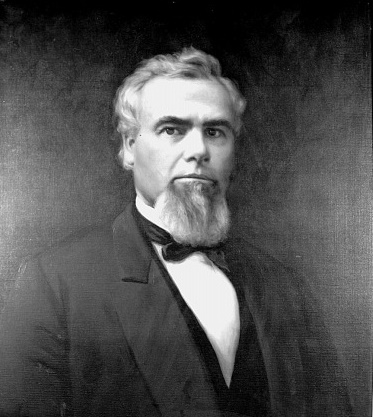
William R. Taylor

Das Taylor County wurde 1875 aus Teilen des Clark County, Lincoln County, Marathon County und des Chippewa County gebildet. Benannt wurde es nach William R. Taylor (1820–1909), einem US-amerikanischen Politiker und Gouverneur von Wisconsin.

## Bevölkerung
Nach der Volkszählung im Jahr 2010 lebten im Taylor County 20.689 Menschen in 8810 Haushalten. Die Bevölkerungsdichte betrug 8,2 Einwohner pro Quadratkilometer. In den 8810 Haushalten lebten statistisch je 2,32 Personen.
Ethnisch betrachtet setzte sich die Bevölkerung zusammen aus 98,1 Prozent Weißen, 0,4 Prozent Afroamerikanern, 0,3 Prozent amerikanischen Ureinwohnern, 0,4 Prozent Asiaten, 0,1 Prozent Polynesiern sowie aus anderen ethnischen Gruppen; 0,8 Prozent stammten von zwei oder mehr Ethnien ab. Unabhängig von der ethnischen Zugehörigkeit waren 1,7 Prozent der Bevölkerung spanischer oder lateinamerikanischer Abstammung.
23,8 Prozent der Bevölkerung waren unter 18 Jahre alt, 58,5 Prozent waren zwischen 18 und 64 und 17,7 Prozent waren 65 Jahre oder älter. 49,1 Prozent der Bevölkerung waren weiblich.

Das jährliche Durchschnittseinkommen eines Haushalts lag bei 44.578 USD. Das Pro-Kopf-Einkommen betrug 22.733 USD. 13,6 Prozent der Einwohner lebten unterhalb der Armutsgrenze.

## Ortschaften im Taylor County
Citys
- Medford

Villages
- Gilman
- Lublin
- Rib Lake
- Stetsonville

Census-designated places (CDP)
- Chelsea
- Jump River
- Westboro
- Whittlesey

Andere Unincorporated Communities
| - Bellinger - Donald - Gad1 - Goodrich - Hannibal | - Hughey - Interwald - Little Black - Maplehurst - Murat | - Perkinstown - Polley - Queenstown |

1 – teilweise im Marathon County

## Gliederung

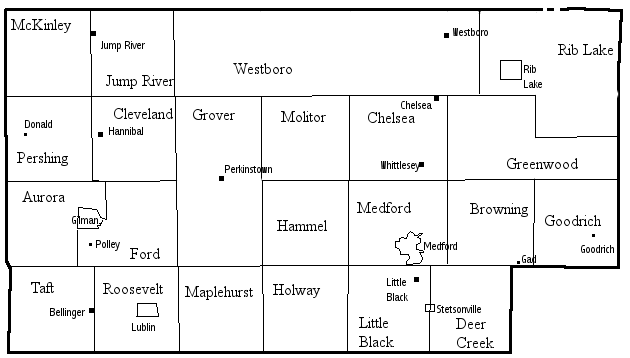
Gliederung des Taylor County

Das Taylor County ist neben den fünf inkorporierten Kommunen in 22 Towns eingeteilt:
| Town               | Einwohner (2010) | FIPS     |
| ------------------ | ---------------- | -------- |
| Town of Aurora     | 422              | 55-03900 |
| Town of Browning   | 905              | 55-10400 |
| Town of Chelsea    | 806              | 55-14200 |
| Town of Cleveland  | 268              | 55-15450 |
| Town of Deer Creek | 768              | 55-19225 |
| Town of Ford       | 268              | 55-26425 |
| Town of Goodrich   | 510              | 55-29837 |
| Town of Greenwood  | 638              | 55-31600 |
| Town of Grover     | 256              | 55-31750 |
| Town of Hammel     | 713              | 55-32300 |
| Town of Holway     | 973              | 55-35525 |

| Town                 | Einwohner (2010) | FIPS     |
| -------------------- | ---------------- | -------- |
| Town of Jump River   | 375              | 55-38627 |
| Town of Little Black | 1140             | 55-44900 |
| Town of McKinley     | 458              | 55-46925 |
| Town of Maplehurst   | 335              | 55-48925 |
| Town of Medford      | 2606             | 55-50450 |
| Town of Molitor      | 324              | 55-53550 |
| Town of Pershing     | 180              | 55-62100 |
| Town of Rib Lake     | 852              | 55-67300 |
| Town of Roosevelt    | 473              | 55-69400 |
| Town of Taft         | 430              | 55-78950 |
| Town of Westboro     | 684              | 55-85450 |